# Pseudapis amoenula
Pseudapis amoenula là một loài Hymenoptera trong họ Halictidae. Loài này được Gerstäcker mô tả khoa học năm 1870.